# Várzea (Arouca)
Várzea é uma freguesia portuguesa do município de Arouca, com 1,79 km² de área e 534 habitantes (censo de 2021). A sua densidade populacional é 298,3 hab./km².

## Demografia
Notas: No censo de 1900 regista um aumento anómalo do número de habitantes (+508). Curiosamente verifica-se simultaneamente uma redução da população na vizinha freguesia de Urrô (-516). Em 1911, 1920 e 1930 estava anexada à freguesia de Urrô (Arouca), voltando a ser freguesia autónoma pelo decreto-lei nº 27.424, de 31/12/1936.
A população registada nos censos foi:
| Distribuição da População por Grupos Etários | Distribuição da População por Grupos Etários | Distribuição da População por Grupos Etários | Distribuição da População por Grupos Etários | Distribuição da População por Grupos Etários |
| -------------------------------------------- | -------------------------------------------- | -------------------------------------------- | -------------------------------------------- | -------------------------------------------- |
| Ano                                          | 0-14 Anos                                    | 15-24 Anos                                   | 25-64 Anos                                   | > 65 Anos                                    |
| 2001                                         | 92                                           | 101                                          | 311                                          | 55                                           |
| 2011                                         | 100                                          | 42                                           | 322                                          | 76                                           |
| 2021                                         | 84                                           | 64                                           | 265                                          | 121                                          |

## Património
- Capelas de São Pedro, de Santa Eufémia e de São Paio
- Cruzeiro no adro da igreja
- Casa da Vinho de Souto de Baixo e capela
- Cruzeiro e oratório
- Lugar de Sanfins
- Trecho do rio Arda
- Vestígios arqueológicos da Malafaia